# Zheng Shuyin
Zheng Shuyin (chiń. 郑姝音; ur. 1 maja 1994 w Dandong) – chińska zawodniczka taekwondo, mistrzyni olimpijska z Rio de Janeiro (2016), trzykrotna medalistka mistrzostw świata.
W 2010 roku wystąpiła na igrzyskach olimpijskich młodzieży w Singapurze i w kategorii powyżej 63 kg zdobyła złoty medal. W 2016 roku uczestniczyła w igrzyskach olimpijskich w Rio de Janeiro. W kategorii powyżej 67 kg zdobyła złoty medal olimpijski. 
W latach 2015–2019 zdobyła trzy medale mistrzostw świata (dwa srebrne i jeden brązowy), w 2015 roku złote medale światowych wojskowych igrzysk sportowych i uniwersjady, a w 2016 roku brązowy medal mistrzostw Azji. 